# Апуримак (регион)
Апури́мак (исп. Apurímac) — регион на юге Перу, в высокогорьях Анд. Административный центр — город Абанкай. Население — 406 тыс. человек, площадь — 20,9 тыс. км².
Экономически специализируется на сельском хозяйстве.
На языке кечуа «apurímac» означает «говорящий с богами» или «главный оракул».

## География
Регион расположен в Центральных Андах, на северной, сильно расчленённой оконечности плато Альтиплано. Граничит на западе с регионом Аякучо, на севере и востоке — с Куско; на юге — с регионом Арекипа.
Средняя высота региона около 4000 метров над уровнем моря. Весь регион прорезает большое количество глубоких каньонов, ущелий и высокогорных долин, на дне которых протекают такие горные реки, как Апуримак, Санто-Томас, Чумбао, Пачачака и Пампас. Климат относительно прохладный. Средняя температура в долинах — 15 °C. В горах редко выпадает снег.
В регионе располагается большое количество небольших высокогорных озёр: Льиульита (исп. Lliullita), Пакуча, Успакоча (исп. Uspaccocha), Чойока (исп. Choyocca) и другие.
Основная экосистема — пуны, на севере — горно-долинные луга.

## Население
Население — 405 759 человек (2017). Большая часть населения проживает на севере и северо-западе. Плотность — 19,42 чел/км², на севере — 32-37 чел/км², на юге и юго-востоке — от 3 до 10 чел/км². Численность населения почти не растёт (0,04 % в год), в горных районах - падает. Уровень городского населения низкий — 45,8 %.
Половая структура: 50,5 % — женщины, 49,5 % — мужчины. Доля детей до 14 лет — 28,9 %. Уровень грамотности — 80,8 %.
Национальный состав однородный: кечуа — 85,6 %; метисы — 10,1 %. Конфессиональный состав: 78 % — католики, 17,7 % — протестанты.

## Достопримечательности
- Озеро Пакуча[исп.] — популярное среди туристов и отдыхающих местных жителей озеро. Считается одним из красивейших в Перу.
- Гора Ампай с уникальным лесом Интимпас. Здесь же — Национальный заповедник Ампай[англ.]
- Спуск на каноэ по реке Апуримак, привлекающий профессионалов со всего мира
- Каньон реки Апуримак — один из глубочайших в мире
- Пещера Альуансо (исп. Allhuanzo), где можно увидеть черепа древних людей и доинкские[исп.] мумии
- Термальные источники Куоньепукио (исп. Qoñepuquio) и Конок (исп. Cconoc), откуда можно увидеть Аусангате
- Живописные ландшафты долин рек Пачачака и Циркон
- Город Чалуанка

## Галерея

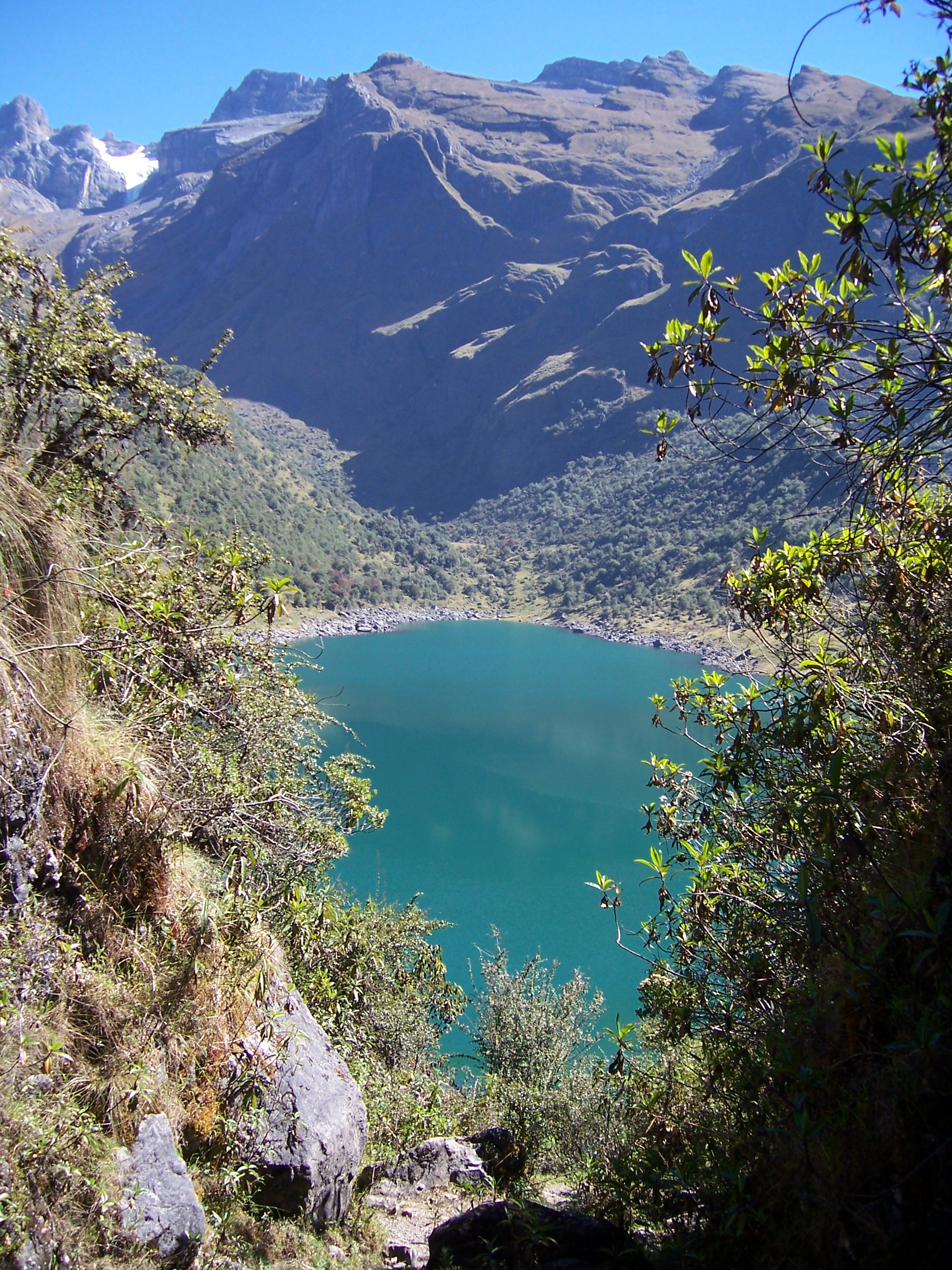
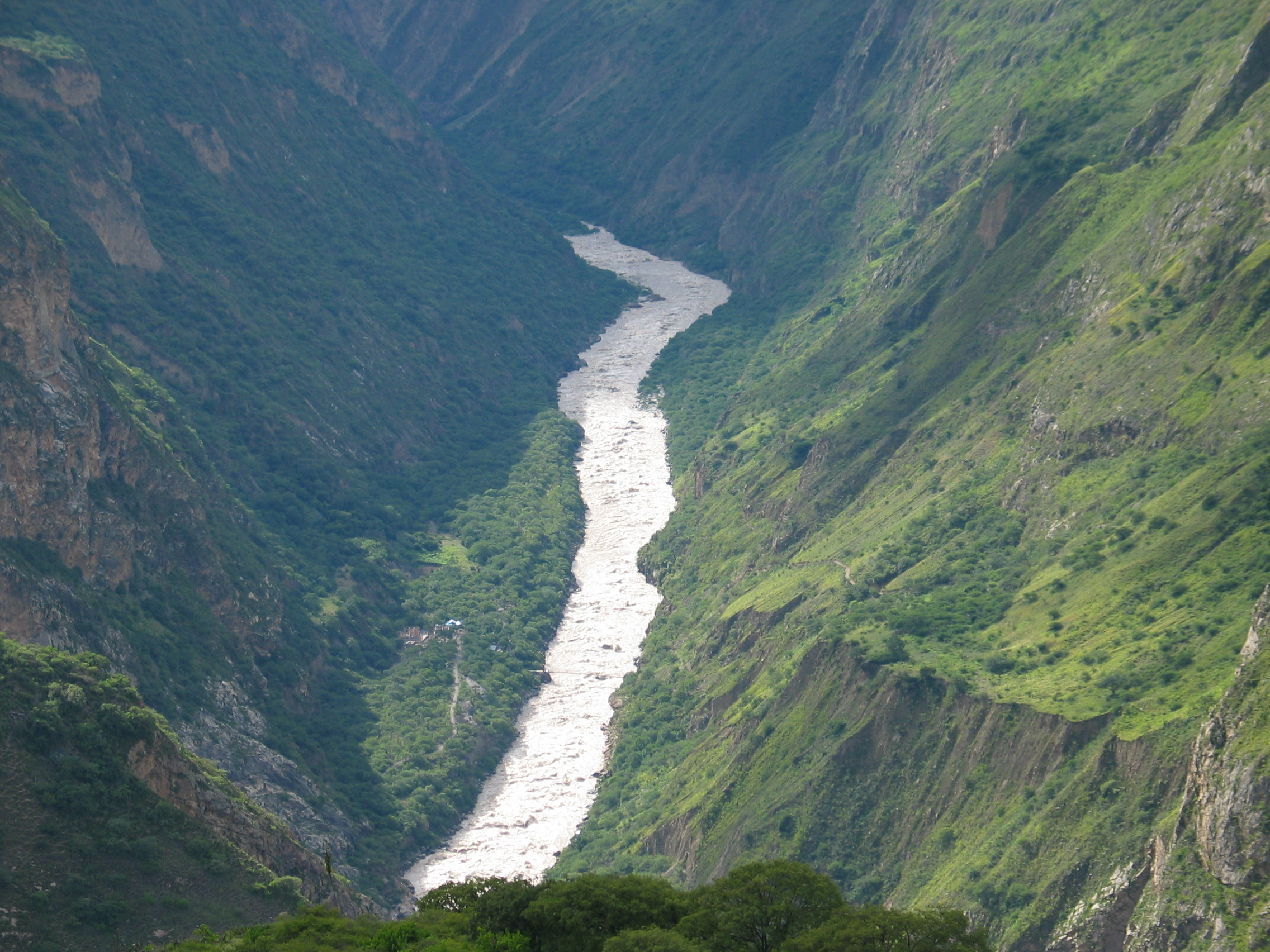
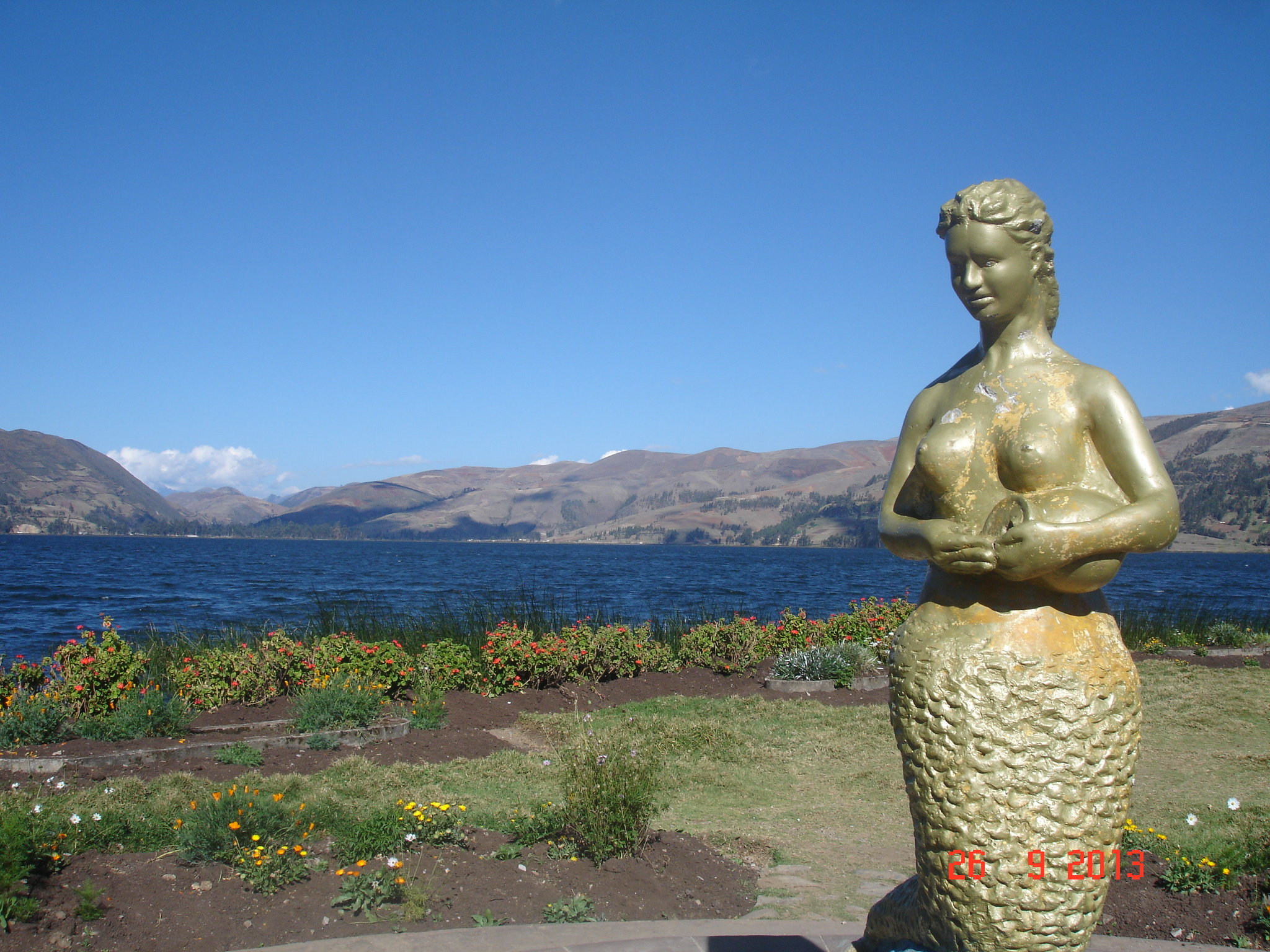
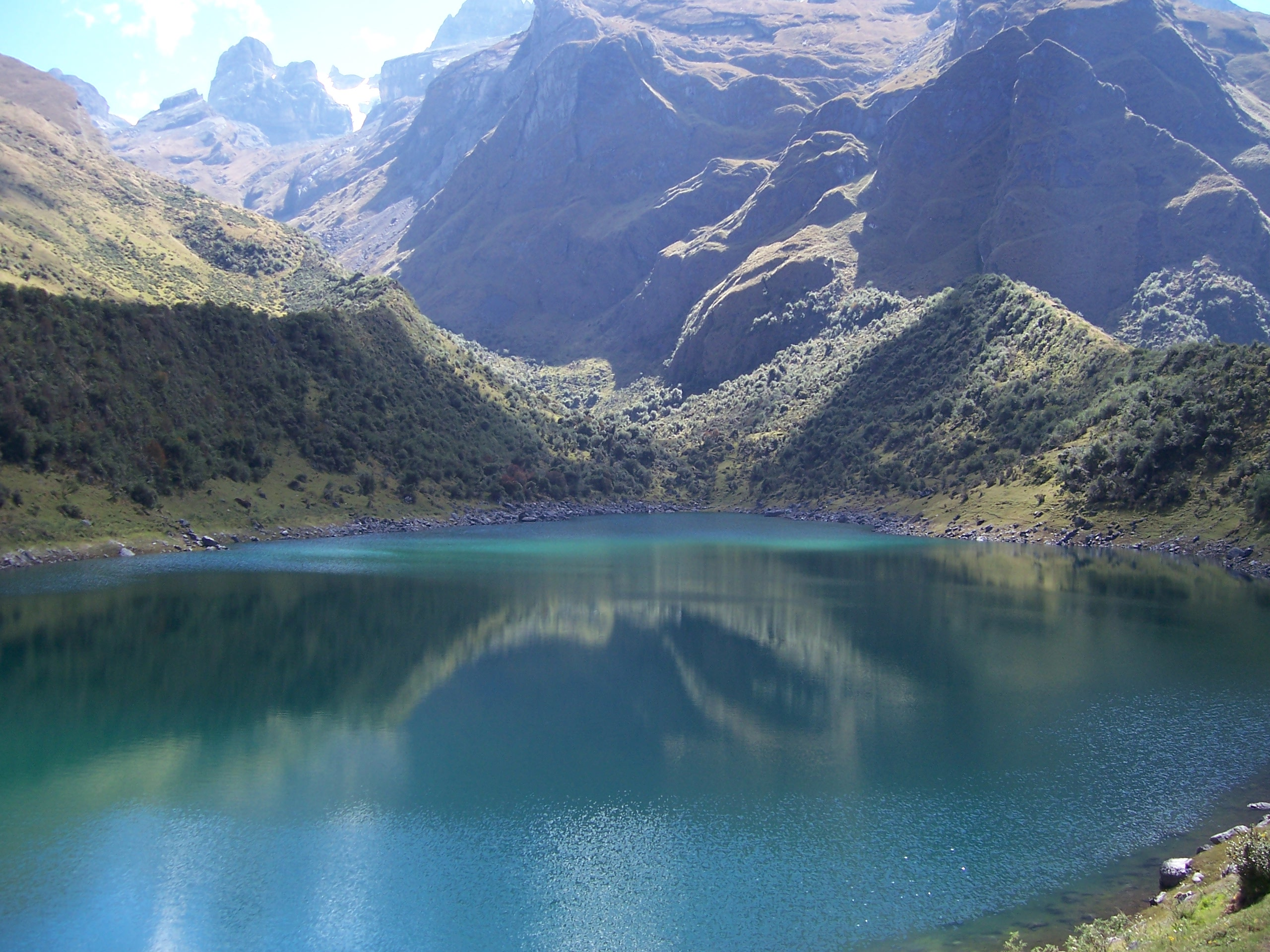
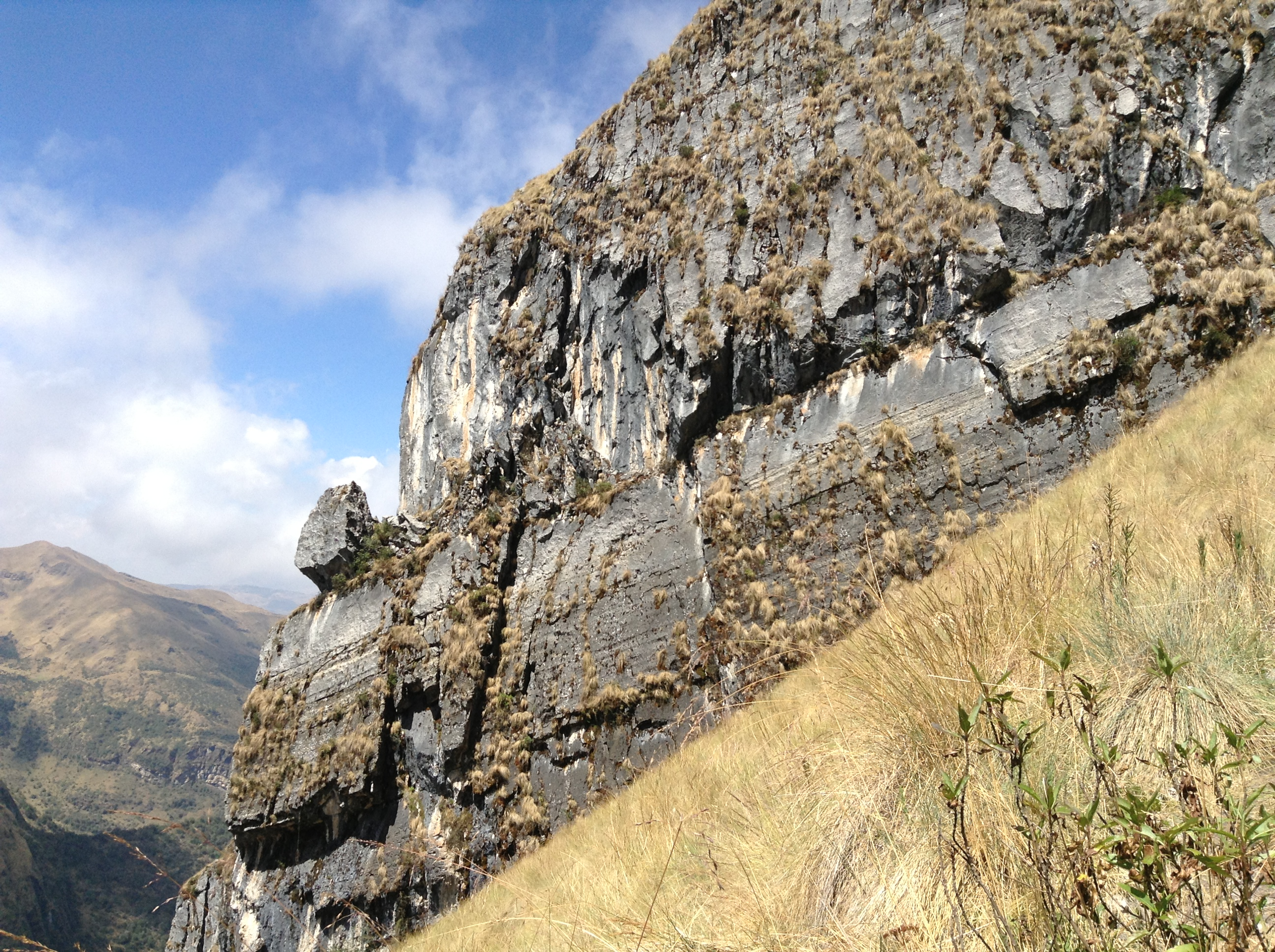
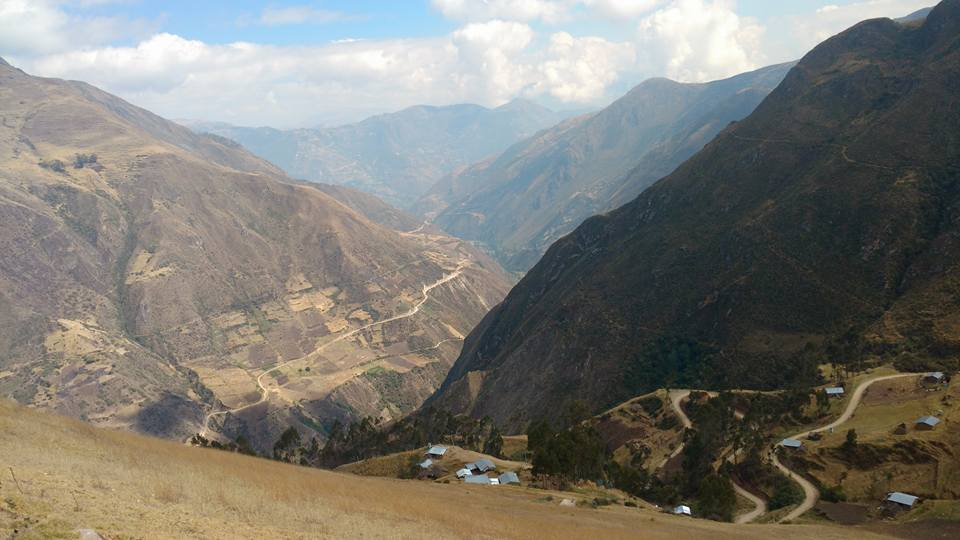
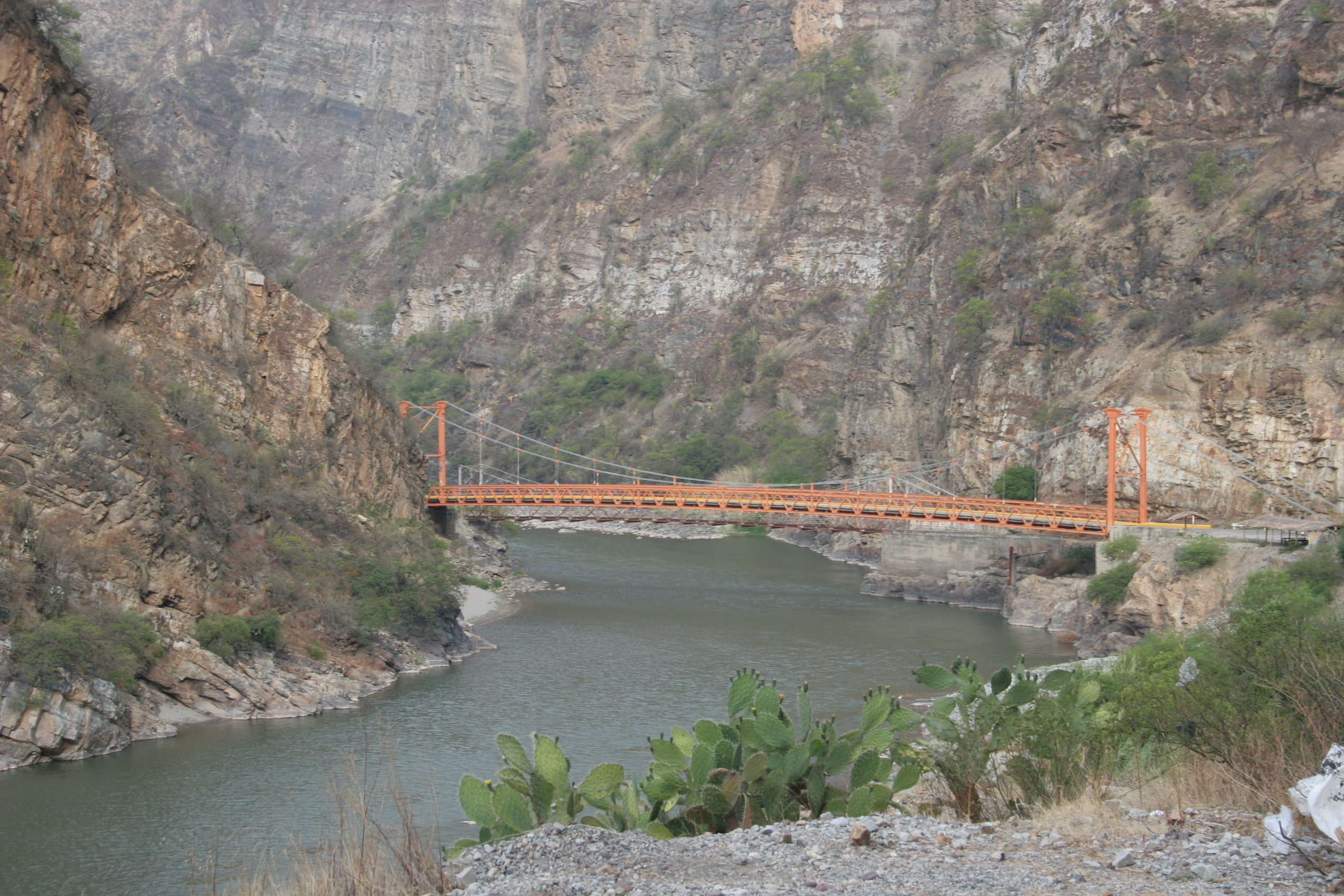
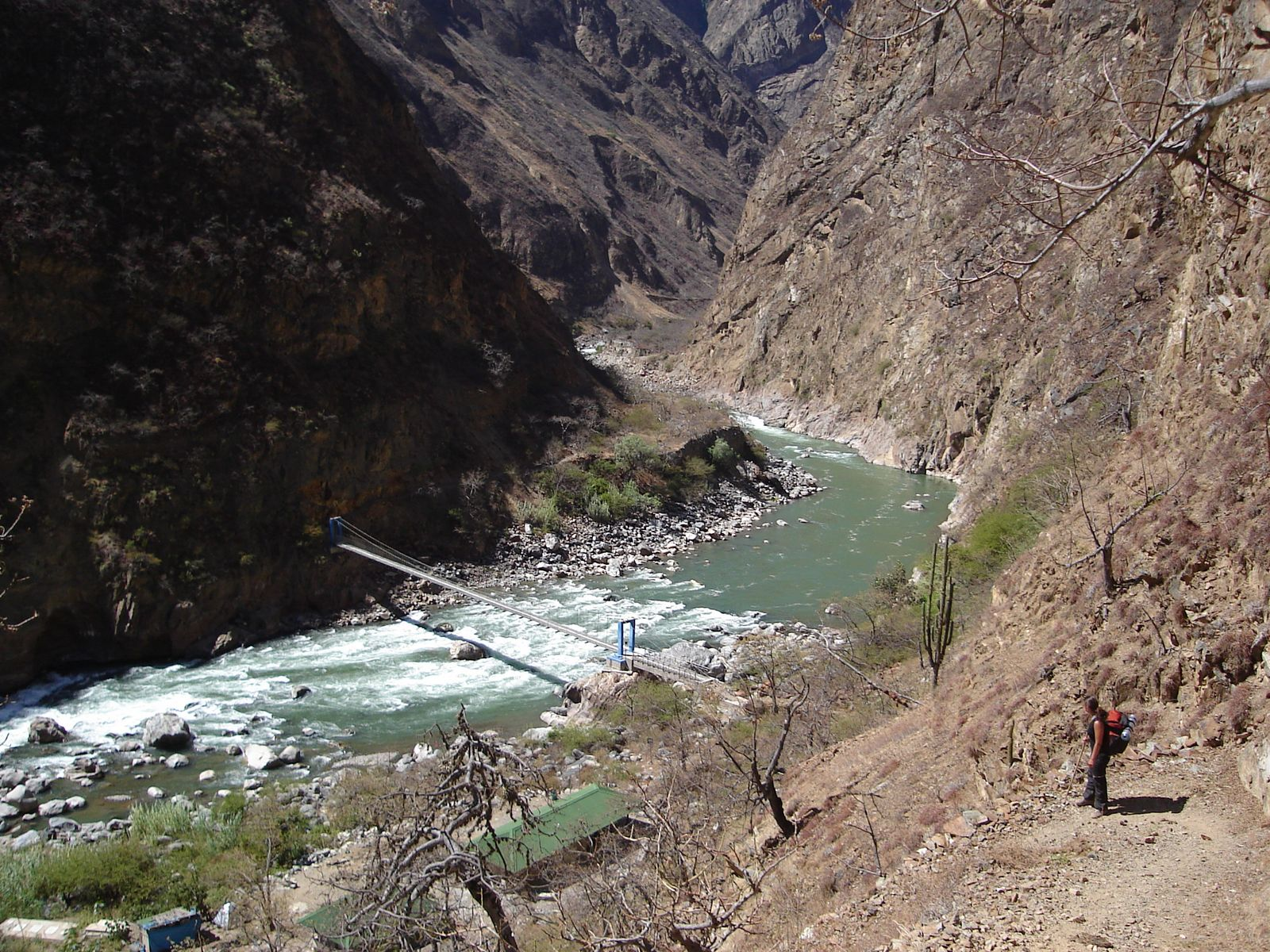
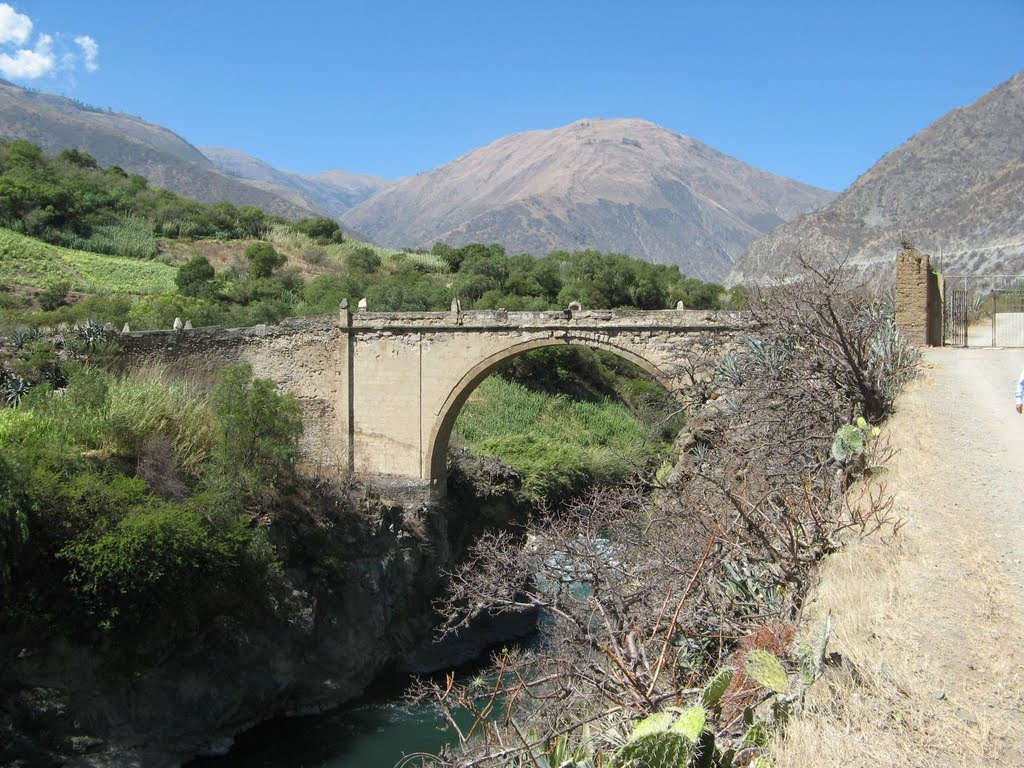
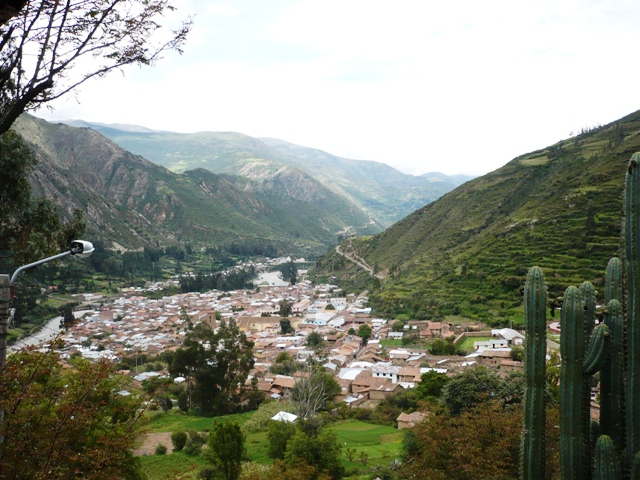
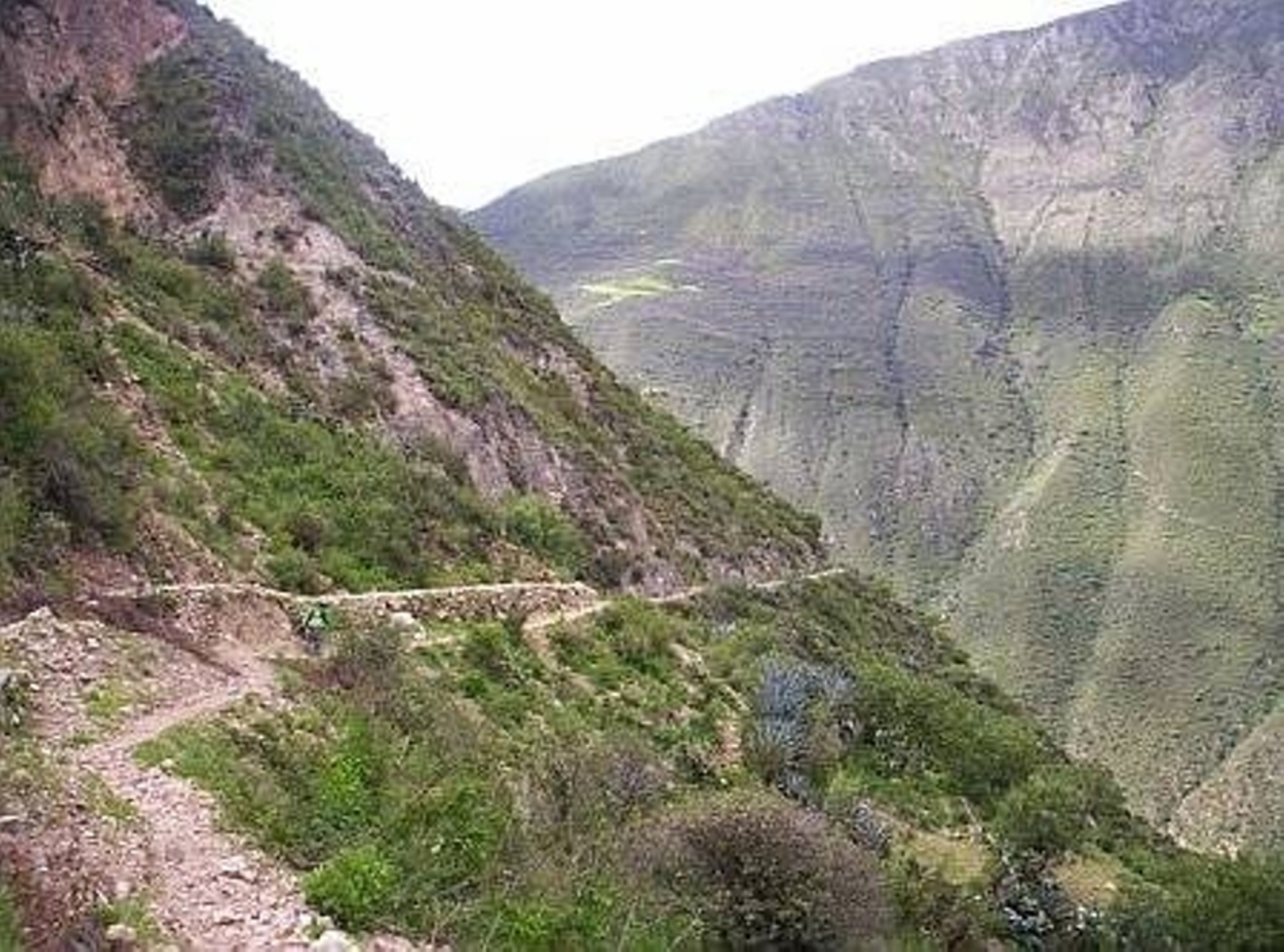

## Административное деление
В административном отношении делится на 7 провинций, которые, в свою очередь, подразделяются на 80 районов. Провинции включают:

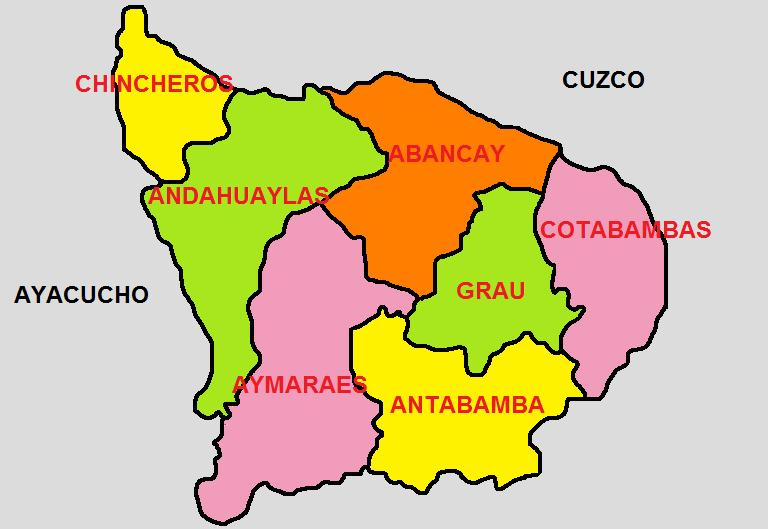
Провинции региона Апуримак.

| № | Провинции                | Адм. центр                    | Население |
| - | ------------------------ | ----------------------------- | --------- |
| 1 | Абанкай (Abancay)        | Абанкай (Abancay)             | 110 520   |
| 2 | Антабамба (Antabamba)    | Антабамба (Antabamba)         | 11 310    |
| 3 | Аймараес (Aymaraes)      | Чалуанка (Chalhuanca)         | 24 307    |
| 4 | Котабамбас (Cotabambas)  | Тамбобамба (Tambobamba)       | 50 656    |
| 5 | Грау (Grau)              | Чукибамбилья (Chuquibambilla) | 21 242    |
| 6 | Чинчерос (Chincheros)    | Чинчерос (Chincheros)         | 45 247    |
| 7 | Андауайлас (Andahuaylas) | Андауайлас (Andahuaylas)      | 142 447   |